# Ollières
 Ollières  (en occitano Olièra) es una población y comuna francesa, que se encuentra en la región de Provenza-Alpes-Costa Azul, departamento de Var, en el distrito de Brignoles y cantón de Saint-Maximin-la-Sainte-Baume.

## Demografía
| 166 | 138 | 151 | 200 | 331 | 446 |
| Para los censos de 1962 a 1999 la población legal corresponde a la población sin duplicidades (Fuente: INSEE [Consultar]) |     |     |     |     |     |